# Spica (singolo)
Spica (スピカ?, Supika) è il ventiquattresimo singolo della rock band visual kei giapponese Plastic Tree. È stato pubblicato il 24 gennaio 2007 dall'etichetta major Universal Music.
Il nome della canzone è quello della stella α Virginis, cioè la più luminosa della costellazione della Vergine.

## Tracce
Dopo il titolo è indicata fra parentesi "()" la grafia originale del titolo.
1. Spica (スピカ?) - 5:12 (Ryūtarō Arimura)
2. Rom (ロム?) - 4:36 (Ryūtarō Arimura - Akira Nakayama)
3. Spica ~Instrumental~ (スピカ〜Instrumental〜?) - 5:12 (Ryūtarō Arimura)
4. Rom ~Instrumental~ (ロム〜Instrumental〜?) - 4:36 (Akira Nakayama)

## Altre presenze
- Spica:
  - 27/06/2007 - Nega to Posi
  - 26/08/2009 - Gestalt hōkai
- Rom:
  - 05/09/2007 - B men gahō

## Formazione
- Ryūtarō Arimura - voce e seconda chitarra
- Akira Nakayama - chitarra e cori
- Tadashi Hasegawa - basso e cori
- Hiroshi Sasabuchi - batteria